# Fabiano Santacroce
Fabiano Wellington Santacroce (Camaçari, Bahía, Brasil, 24 de agosto de 1986) es un exfutbolista y agente deportivo brasileño nacionalizado italiano. Se desempeñaba de defensa.

## Biografía
Nacido en Brasil de padre italiano y madre brasileña, se mudó a Correzzana, en Lombardía, a los tres años de edad. Es primo del también futbolista Alessandro dos Santos, centrocampista brasileño nacionalizado japonés.

## Trayectoria

### Comienzos: Como y Brescia
Debutó profesionalmente en 2004 con el Como, equipo que entonces militaba en la 3.ª división italiana. La temporada siguiente pasó al Brescia, con el que jugó en Serie B hasta enero de 2008, cuando fue vendido al SSC Napoli por 5,5 millones de euros.

### Napoli
Debutó en Serie A el 2 de febrero (Napoli-Udinese 3-1). Gracias a sus buenas actuaciones, logró un puesto de titular en la defensa del equipo azul, en ese entonces entrenado por Edy Reja, sumando 13 presencias en la segunda parte de la liga italiana. En la temporada 2008/09 sumó 27 presencias. La temporada siguiente fue condicionada por problemas físicos: en el partido de visitante contra el Inter de Milán (23 de septiembre de 2009, quinta fecha de campeonato), sufrió una lesión en el menisco externo de la rodilla derecha.
El 26 de febrero de 2010, todavía en fase de recuperación, se lesionó el menisco medial de la rodilla izquierda. Por eso estuvo lejos de las canchas por siete meses: volvió a jugar en el partido de visitante ante el Bari, el 18 de abril de 2010 (2 a 1 para los napolitanos). En la temporada 2010/11 totalizó 11 presencias en la liga, 1 en la Copa Italia y 2 en la Liga Europea.

### Parma y últimos clubes
El 1 de julio de 2011 fue cedido a préstamo al Parma durante doce meses, con una opción de compra; el conjunto emiliano ejecutó esta opción en julio de 2012. En agosto del 2013 fue cedido al Padova de la Serie B. Vuelto al Parma, tras la quiebra del club se quedó libre y fichó por la Ternana de la Serie B. Terminó su carrera jugando en la tercera división italiana, vistiendo las camisetas de Juve Stabia, Cuneo y Virtus Verona, donde se retiró en el 2020.

## Selección nacional
El 21 de agosto de 2007 debutó en la selección de fútbol sub-21 de Italia en un amistoso contra Francia, ganado por 2-1. El 5 de octubre de 2008, fue convocado por primera vez para la selección absoluta por Marcello Lippi.

## Clubes
| Club                   | País   | Año         |
| ---------------------- | ------ | ----------- |
| Como Calcio            | Italia | 2004 - 2005 |
| Brescia Calcio         | Italia | 2005 - 2008 |
| S. S. C. Napoli        | Italia | 2008 - 2011 |
| Parma F. C.            | Italia | 2011 - 2013 |
| Calcio Padova (cedido) | Italia | 2013 - 2014 |
| Parma F. C.            | Italia | 2014 - 2015 |
| Ternana Calcio         | Italia | 2016        |
| S. S. Juve Stabia      | Italia | 2017        |
| A. C. Cuneo            | Italia | 2018 - 2019 |
| Virtus Verona          | Italia | 2019 - 2020 |